# 3151 Talbot
3151 Talbot este un asteroid din centura principală, descoperit pe 18 aprilie 1983 de Norman Thomas.